# 노르드리, 수드리, 아우스트리, 베스트리
노르드리(고대 노르드어: Norðri→북쪽), 수드리(고대 노르드어: Suðri→남쪽), 아우스트리(고대 노르드어: Austri→동쪽), 베스트리(고대 노르드어: Vestri→서쪽)는 노르드 신화에서 언급되는 드웨르그들이다. 《신 에다》의 〈길피의 속임수〉에서 언급되는데, 동서남북 네 방향의 방위기점에 각각 서서 이미르의 두개골로 만들어진 하늘뚜껑을 받치고 있다고 한다. 이들은 네 방향의 바람을 상징하는 것일 수도 있으며, 세계수 위그드라실의 네 마리 수사슴과 비교된다. 그리스 신화의 아네모이와 비교하는 시각도 있다.

## 같이 보기
- 아네모이
- 아틀라스 (신화)
- 사천왕
- 사령 (신화)